# Кейстут
Ке́йстут (лит. Kęstutis; 1307/1309 — 15 серпня 1382) — великий князь Литовський (1381—1382). Удільний князь Троцький (до 1341—1382), Гродненський і Берестейський. Сюзерен Жемайтії. Представник литовської династії Гедиміновичів. Син великого князя литовського Гедиміна. Єдиноутробний брат Ольгерда. Молодший брат великого князя литовського Явнута. Скинув останнього з престолу в змові з Ольгердом (1345). Підступно захоплений на переговорах племінником Ягайлом і задушений. Батько великих князів Литовських Вітовта та Сигізмунда.

## Імена
- Кесту́тіс (лит. Kęstutis, «витривалий») — литовське ім'я.
- Кейсту́тій, або Кесту́тій (ст.-укр. Кистютий[14]) — руський варіант імені. Згадується у литовсько-польському договорі (1352)[14].
- Кейсту́т (біл. Кейстут, пол. Kiejstut) — скорочений варіант[11].
- Кейстут Гедимінович — по-батькові[11].

## Біографія
Кейстут народився між 1307—1309 роками; за іншими даними — близько 1300 року. Він був сином великого князя Гедиміна, єдиноутробним братом Ольгерда.
Після смерті Гедиміна 1341 року, Велике князівство Литовське успадкував молодший брат Кейстута Явнут.
1345 року Кейстут разом зі старшим братом Ольгердом вигнав Євнута з Вільнюса та правив у Західній частині Великого князівства Литовського.
1349 року на короткий час ув'язнив Ольгерда, після чого домовився з ним про розподіл державних обов'язків: Ольгерд зберігав за собою верховну владу і загальне керівництво державою та мав зосередитися на здійсненні східної політики Великого князівства Литовського. Кейстут перебирав на себе сімейні справи Гедиміновичів, мав вести оборону західних кордонів князівства.
Зусилля Кейстута були сконцентровані на заході, Ольгердові — у східній частині Литви. Кейстут організував захист Литви і Жмуді від Тевтонських лицарів і набіги проти Ордену. Деякі історики стверджують, що таке сумісне правління двома братами не мало жодного прецеденту в Європейській історії[джерело?].
Упродовж 1342—1382 років Кейстут відбив близько 70 походів Тевтонського та близько 30-ти — Лівонського орденів на литовсько-руські землі, здійснив разом із Ольгердом понад 40 військових походів на володіння хрестоносців[джерело?]. Брав участь у битві з хрестоносцями 1348 року біля річки Стрева (притока Німана), що завершилася нищівною поразкою литовсько-руського війська.
Близько 1352 року до володінь Кейстута була приєднана Берестейська земля. 1362 року війська лівонського ландмейстера Арнольда фон Фітінгхофа захопили Ковно, де у полон потрапив Войдат, син Кейстута. У 1363 і 1365 роках ворог плюндрував Упитську волость.
У 50-60-х роках XIV століття за його сприяння відбулось остаточне входження до складу Великого князівства Литовського Чернігово-Сіверської (1355—1356), Київської (1362), Подільської (бл. 1363) і Волинської земель.
1358 року, аби позбавити хрестоносців ідеологічної мотивації задля агресії на Литву, Ольгерд та Кейстут розпочали переговори з імператором Священної Римської імперії Карлом IV Люксембургом і дали йому згоду охреститися разом з литовським народом. Однак, угода не була укладена, оскільки литовці висунули такі умови: повернути їм усі захоплені у них хрестоносцями землі, переселити Тевтонський орден у південні степи для захисту Русі від Золотої Орди, й заявили про претензії Литви на всю Русь. Кейстут брав участь і в інших переговорах литовської сторони з правителями Польщі, Угорщини, лицарських орденів та папською курією. Сам або з Ольгердом постійно надавав військову й дипломатичну допомогу одному зі своїх братів Любарту в його боротьбі за Волинь і Галичину з польським королем Казимиром III Великим та угорським королем Людовиком I Угорським (1348, 1350, 1351, 1365, 1368, 1370, 1376). Був учасником походів Ольгерда на Москву (1368, 1370 і 1372).
1370 року об'єднані сили князів Кейстута й Ольгерда разом з руськими (українськими) князями розбили хрестоносців біля Рудави неподалік від Кенігсберга (тепер Калінінград).
Після смерті Ольґерда (1377) Кейстут визнав великим князем Литовським його молодшого сина Ягайла. Але в листопаді 1381 року, дізнавшись про таємний (ворожий йому) договір Ягайла з хрестоносцями, підписаний у Давидішках 31 травня 1380, захопив Вільно й сам став великим князем. Розпочалася громадянська війна.
Після того, як 12 червня 1382 року Ягайло здійснив контрпереворот і 20 липня захопив Тракайський замок, війська Кейстута рушили на військо Ягайла. 3 серпня 1382 року суперники зійшлися поблизу Троків (нині Тракай). Під приводом переговорів Ягайло заманив Кейстута і його сина Вітовта до свого табору, де вони були ув'язнені. Невдовзі Кейстута задушили у Кревському замку, а Вітовтові вдалося втекти у володіння Тевтонського ордену.
Тіло Кейстута спалили згідно з язичницьким обрядом у Вільні.

## Титул

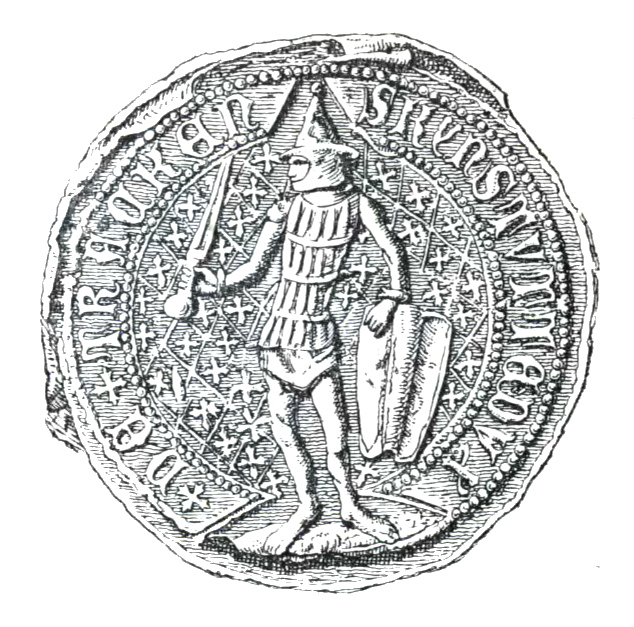
Печатка Кейстута 1379 року з гербом Троків (піхотинець).

- 1379: нім. Wir... Kenstutte Herczoge zcu Tracken[16] (Ми… Кейстут, герцог Троків)
- З печатки: лат. S[igilum] Kynstvte dvx + de + Traken (Печатка Кейстута, князя Троцького).

## Сім'я

### Дружини
1. Ім'я невідоме, від 1351
2. Бірута (ймовірно, вбита 15 серпня 1382)

### Сини[17]
1. Патерг (1348—1365)
2. Войдат (? — після 1362) — князь Чорної Русі від 1347
3. Войшвіл (? — бл. 1387)
4. Бутав (Генрик) (? — після 1381) — князь Чорної Русі до 1381
5. Вітовт (Олександр) Великий (1350 — 27 жовтня 1430) — великий князь литовський (1392—1430)
6. Товтивіл (Конрад) (? — вересень 1390) — князь Чорної Русі (1386—1390)
7. Сигізмунд (після 1350 — 20 березня 1440) — князь трокайський, можайський (1383), стародубський (1406—1432), князь Чорної Русі (?) (1390—1440), Великий князь Литовський (1 вересня 1432—1440)

### Дочки
1. Мікловса (Марія) (пом. 1404) — дружина великого князя тверського, Івана Михайловича (1357—1425)
2. Данута (Анна) (1362 — 25 травня 1448) — княгиня Варшави незадовго до 27 вересня 1376 по 8 грудня 1429 (чоловік — князь Януш I Старший (пол. Janusz I Starszy[18])
3. Римгайла (Єлизавета) (пом. 1433) — княгиня Мазовії (4 лютого — 30 червня 1392), дружина (1419—1421 роки, розлучені) Олександра Доброго — господаря (воєводи) Молдови.

### Монографії
- Stadnicki K. Dodatki i poprawki do dzieła «Bracia Władysława Jagiełły» i «Olgierd i Kiejstut». — Lwów, 1873. — 38 s.
- Stadnicki K. Olgierd i Kiejstut. Synowie Gedymina w xiecia Litwy. — Lwów, 1870. — 213 + XXI s.
- Stadnicki K. Synowie Gedymina. — Kraków, 1875; — Lwów, 1881.
- Wolff J. Ród Gedymina. Dodatki i poprawki do dzieł gr.K.Stadnickiego «Synowie Gedymina», «Olgierd i Kiejstut», «Bracia Władysława Olgierdowicza Jagiełły» we Lwowie 1867. — Kraków, 1886.
- Войтович Л.  Князівські династії Східної Європи (кінець IX — початок XVI ст.). Львів: Інститут українознавства, 2000.
- Войтович Л. 4.16. Гедиміновичі. Кейстутовичі. //  Князівські династії Східної Європи (кінець IX — початок XVI ст.). Львів: Інститут українознавства, 2000.

### Статті
- Tęgowski J. Czy Kiejstut Giedyminowie był dwukrotnie żonaty? // Przegląd Wschodni -T.5. — Z.3 (19). — 1998. — S.399-412
- Tęgowski J. Chronologia urodzeń dzieci Giedymina // Genealogia-5. — 1995. — S. 145—148.
- Wasilewski T. Synowie Giedymina W. ks. Litwy a następstwo tronu po nim // Annales Universi-tatis Marie Curie-Sklodowska. — Sectio F. Historia. — 45. — 1990. — S. 124—137.

### Словники
- Гайдай Л. Історія України в особах, термінах, назвах і поняттях. — Луцьк : Вежа, 2000.
- Довідник з історії України. [Архівовано 10 квітня 2009 у Wayback Machine.] За редакцією І. Підкови та Р. Шуста. — К. : Генеза, 1993.
- Шабульдо Ф. М. Кейстут [Архівовано 17 серпня 2016 у Wayback Machine.] // Енциклопедія історії України : у 10 т. / редкол.: В. А. Смолій (голова) та ін. ; Інститут історії України НАН України. — К. : Наукова думка, 2007. — Т. 4 : Ка — Ком. — С. 168. — ISBN 978-966-00-0692-8.